# Jezioro Kamionkowskie (powiat gnieźnieński)
Jezioro Kamionkowskie – jezioro w Polsce, położone w województwie wielkopolskim, w powiecie gnieźnieńskim, w gminie Kiszkowo, na Pojezierzu Gnieźnieńskim. Na południe od jeziora leży wieś Kamionek.

## Dane morfometryczne
Zwierciadło wody położone jest na wysokości 103,4 metrów n.p.m. Powierzchnia zwierciadła wody wynosi 3 ha.